# Международный коммерческий центр
Международный коммерческий центр (кит. 環球貿易廣場) — 118-этажный (не считая 4 подземных этажей), 484-метровый небоскрёб, построенный в 2010 году в западной части района Коулун города Гонконг. Это самое высокое здание в городе и тринадцатое по высоте в мире. Небоскрёб является частью проекта Юнион-сквер. Строительство осуществляют оператор гонконгского метрополитена ССО Corporation Limited и генеральный застройщик Sun Hung Kai Properties. Официальное название проекта — Union Square Phase 7, название «Международный коммерческий центр» (International Commerce Centre, ICC Tower) было официально объявлено в 2005 году. Компанией Sun Hung Kai Properties совместно с другим большим гонконгским девелопером, компанией Henderson Land, был спроектирован второй по высоте небоскрёб в Гонконге, Международный финансовый центр 2, который расположен на противоположной стороне бухты Виктория.

## История
Высота была сокращена по сравнению с первоначальным проектом из-за официального запрета на строительство зданий выше окружающих гор. Первый проект предполагал строительство 102-этажного здания высотой 574 м. В этом случае небоскрёб бы превысил на 75 м высочайшее здание в Гонконге, Международный финансовый центр II. Башня была спроектирована американской архитектурной фирмой Kohn Pedersen Fox Associates (KPF) при партнерстве с Wong & Ouyang (HK) Ltd.

## Арендаторы
Подземные этажи здания занимает гонконгский торговый центр Elements, открытый в октябре 2007 года. Morgan Stanley и Credit Suisse подтвердили, что арендуют по 10 этажей каждый, Дойче-Банк также подтвердил, что арендует 12 этажей с возможностью расширения до 18 этажей.
Верхнюю часть башни, со 102 по 118 этажи включительно, занимает пятизвездочный отель, управляемый фирмой Ritz-Carlton. Отель располагается, на высоте 425 м над поверхностью земли, что делает его самым высоким отелем в мире. Данный статус был получен в апреле 2011 года.

## Галерея

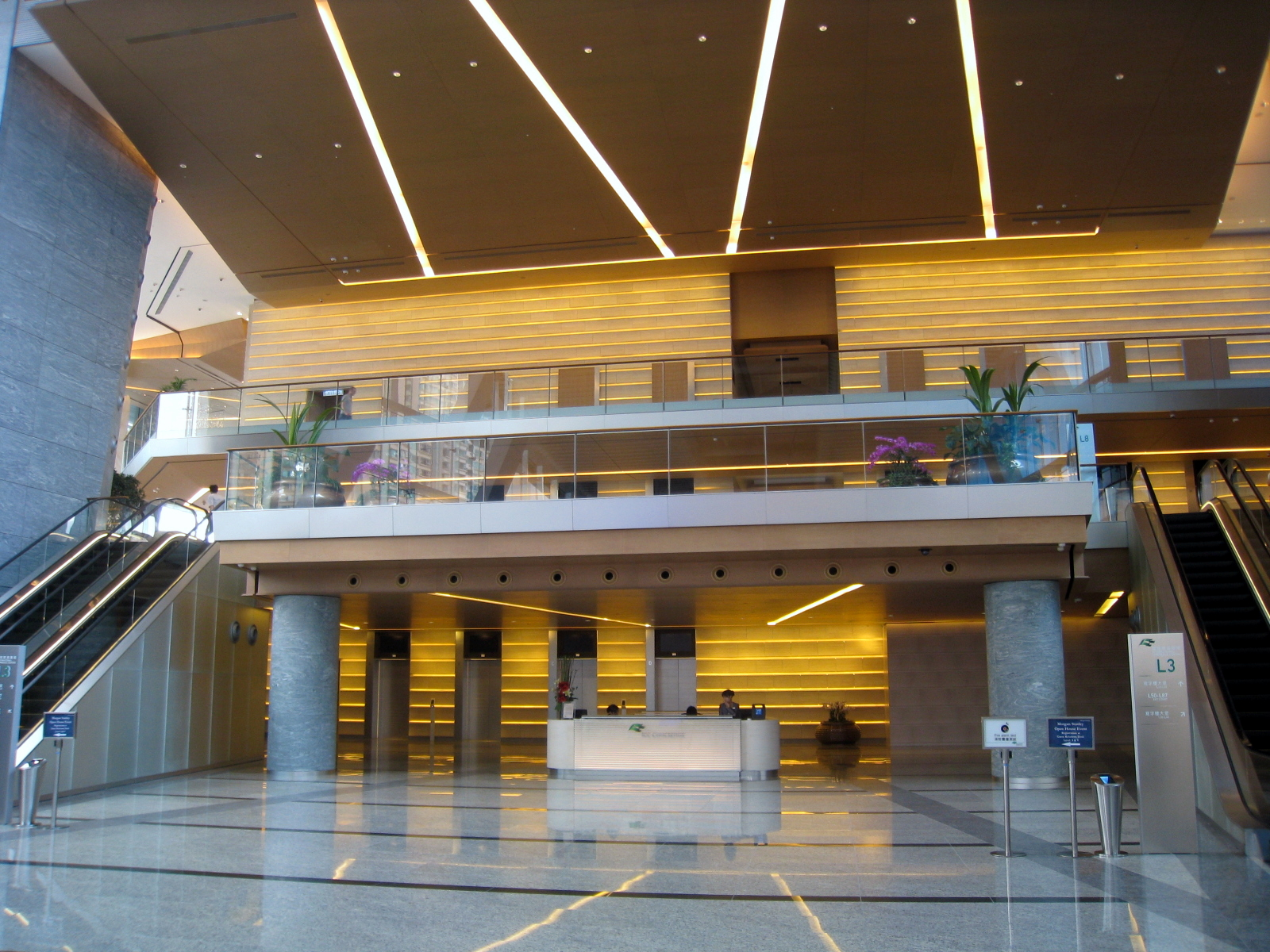
Служебный вестибюль
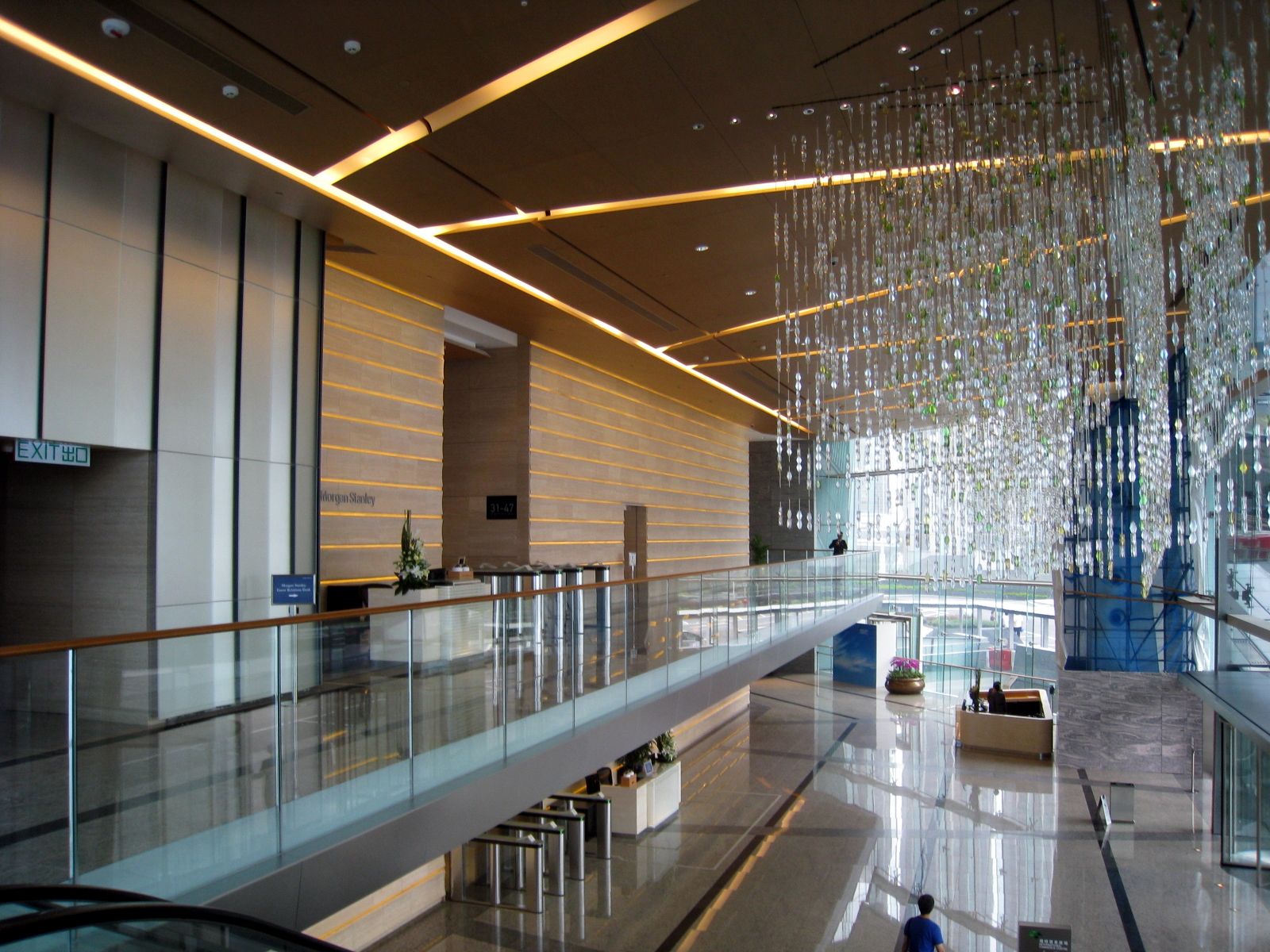
Office Lobby Void
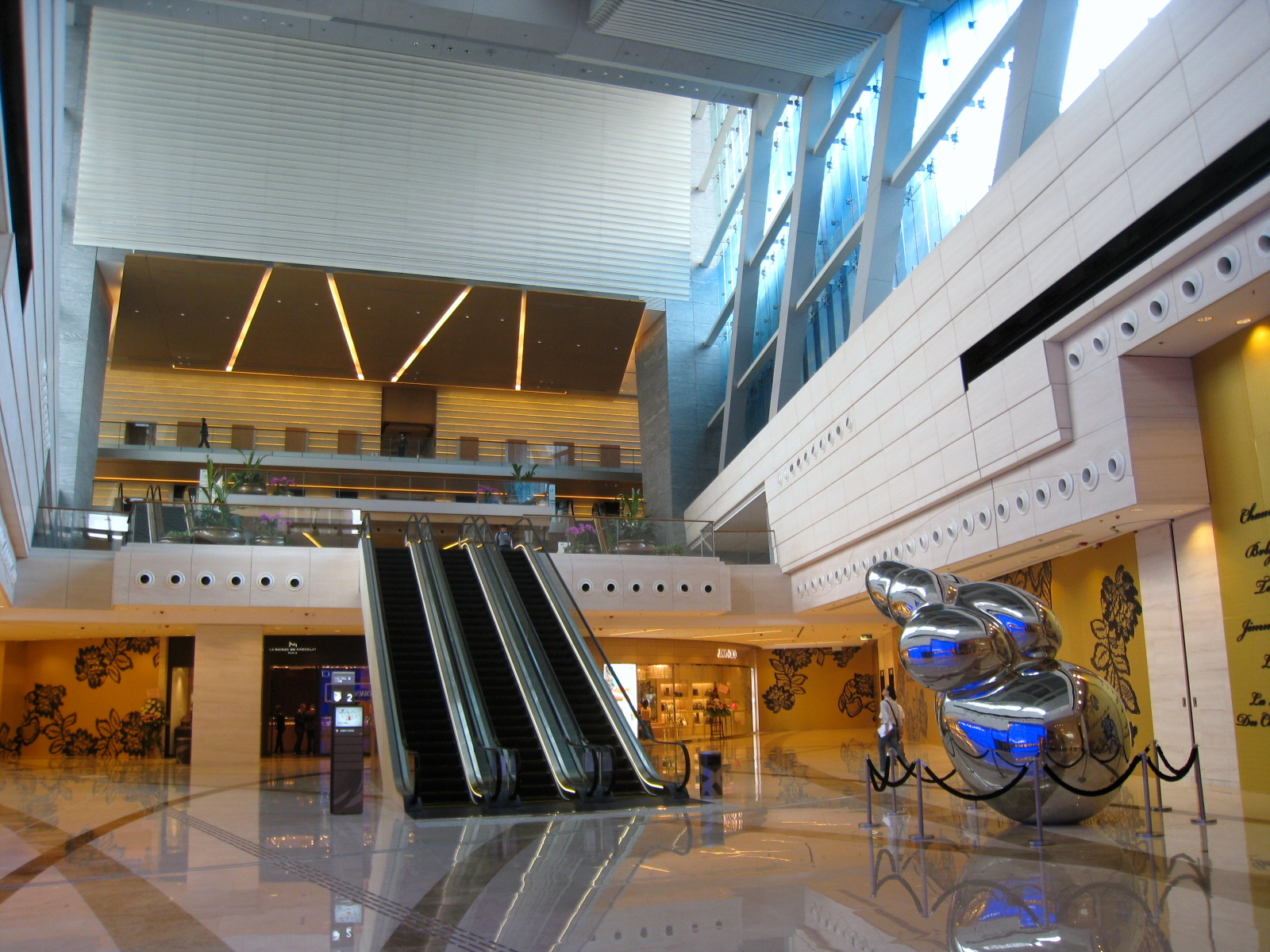
Доступ в торговый центр Elements
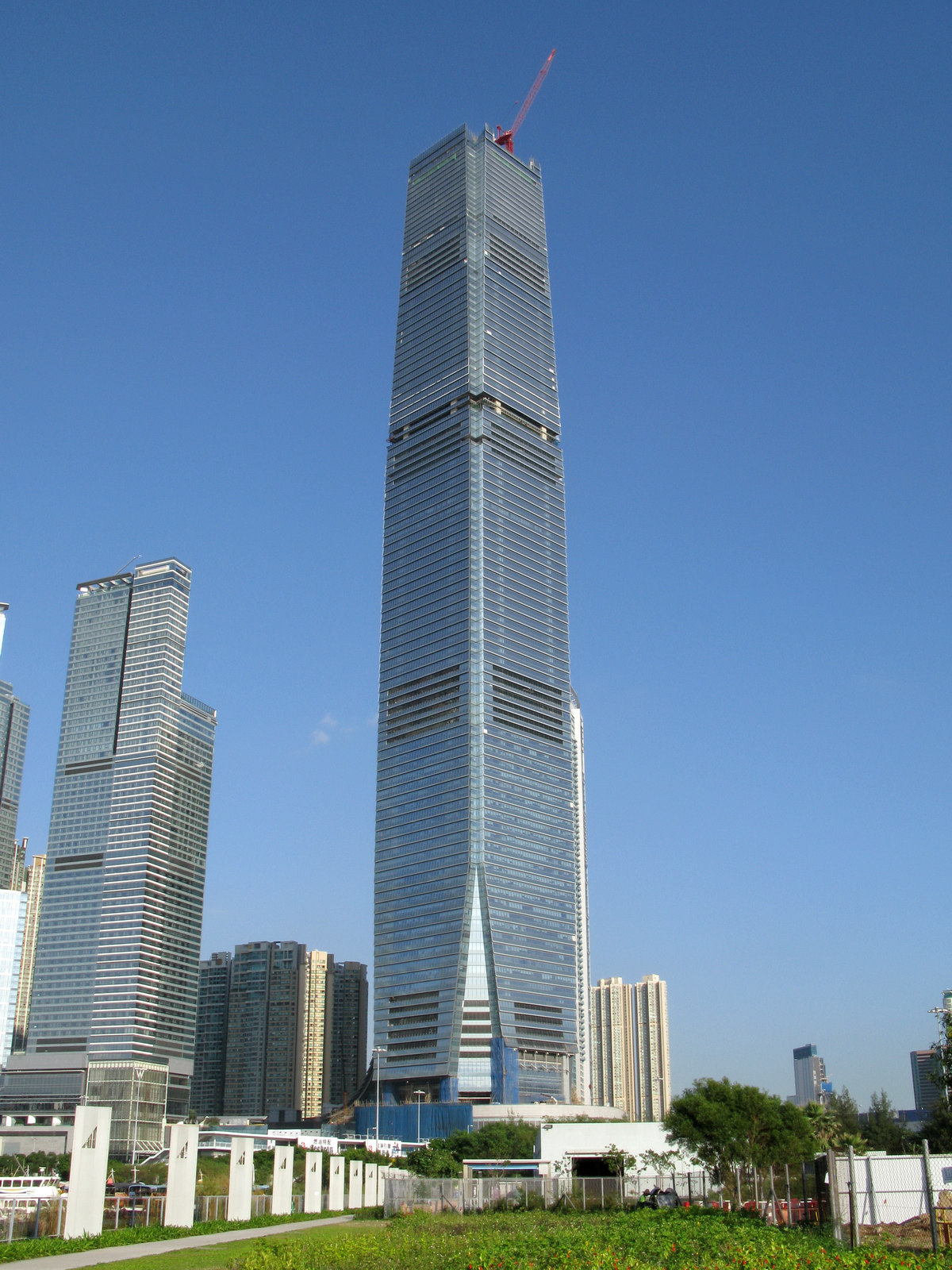
Международный коммерческий центр, ноябрь 2009
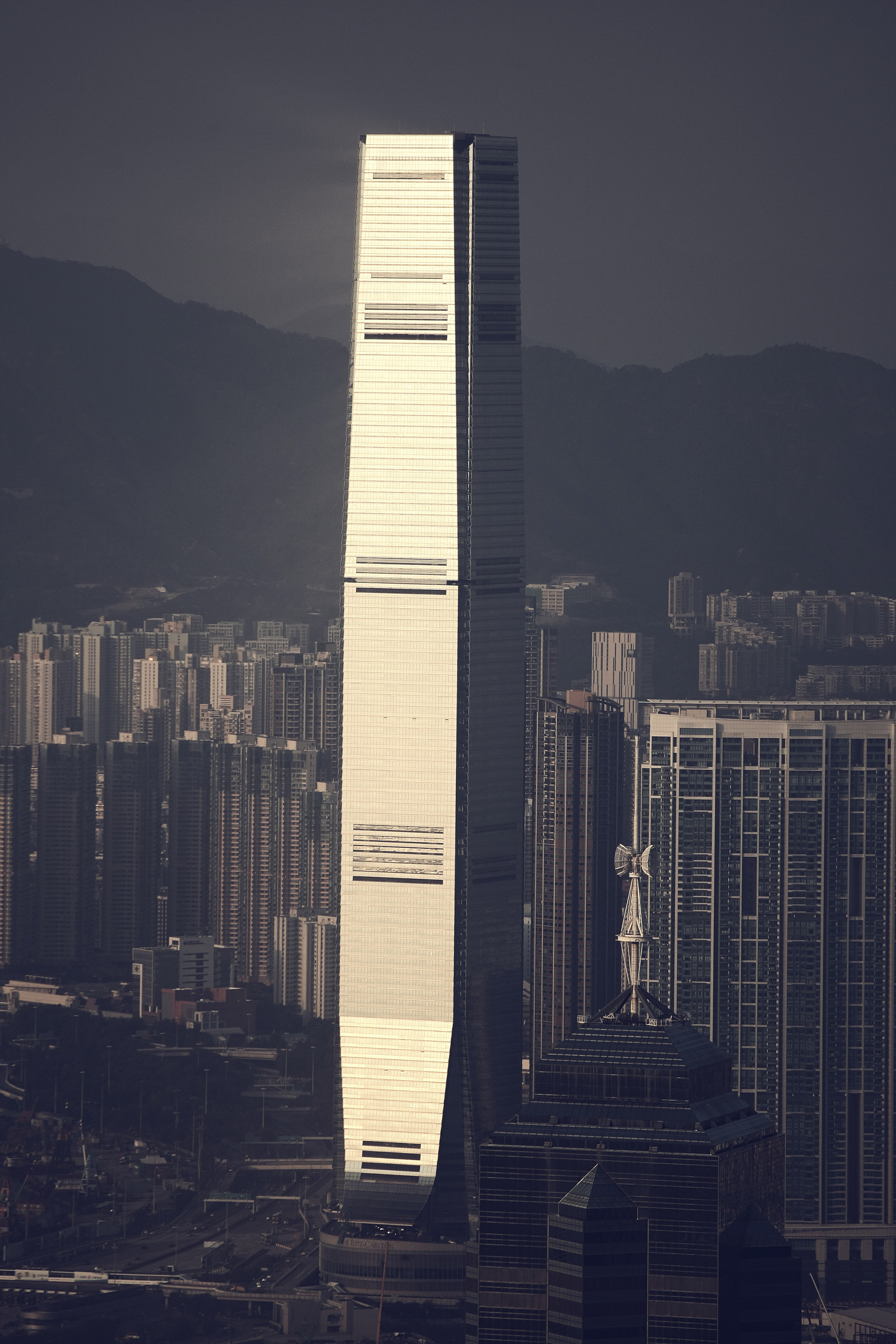
Международный коммерческий центр, февраль 2016
Упрощенная карта Union Square с указанием местоположения Международного торгового центра